# Faliro
Faliro – jest to druga stacja linii 1 metra ateńskiego znajduje się ona w dzielnicy Faliro. Stacja ma połączenie z tramwajem nr 3 i 4.